# Blekgult gulvingsfly
Blekgult gulvingsfly, Cirrhia icteritia, är en fjärilsart som beskrevs av Johan Siegfried Hufnagel 1766. Enligt Artfakta ingår Blekgult gulvingsfly i släktet Cirrhia men enligt Catalogue of Life är Cirrhia istället ett undersläkte i släktet Xanthia. Enligt båda källorna ingår arten i familjen nattflyn, Noctuidae. Arten är reproducerande i både Sverige och Finland och populationerna bedöms som livskraftiga, LC. Inga underarter finns listade i Catalogue of Life.

## Bildgalleri
Imago fjärilar i olika mörka och ljusa varianter

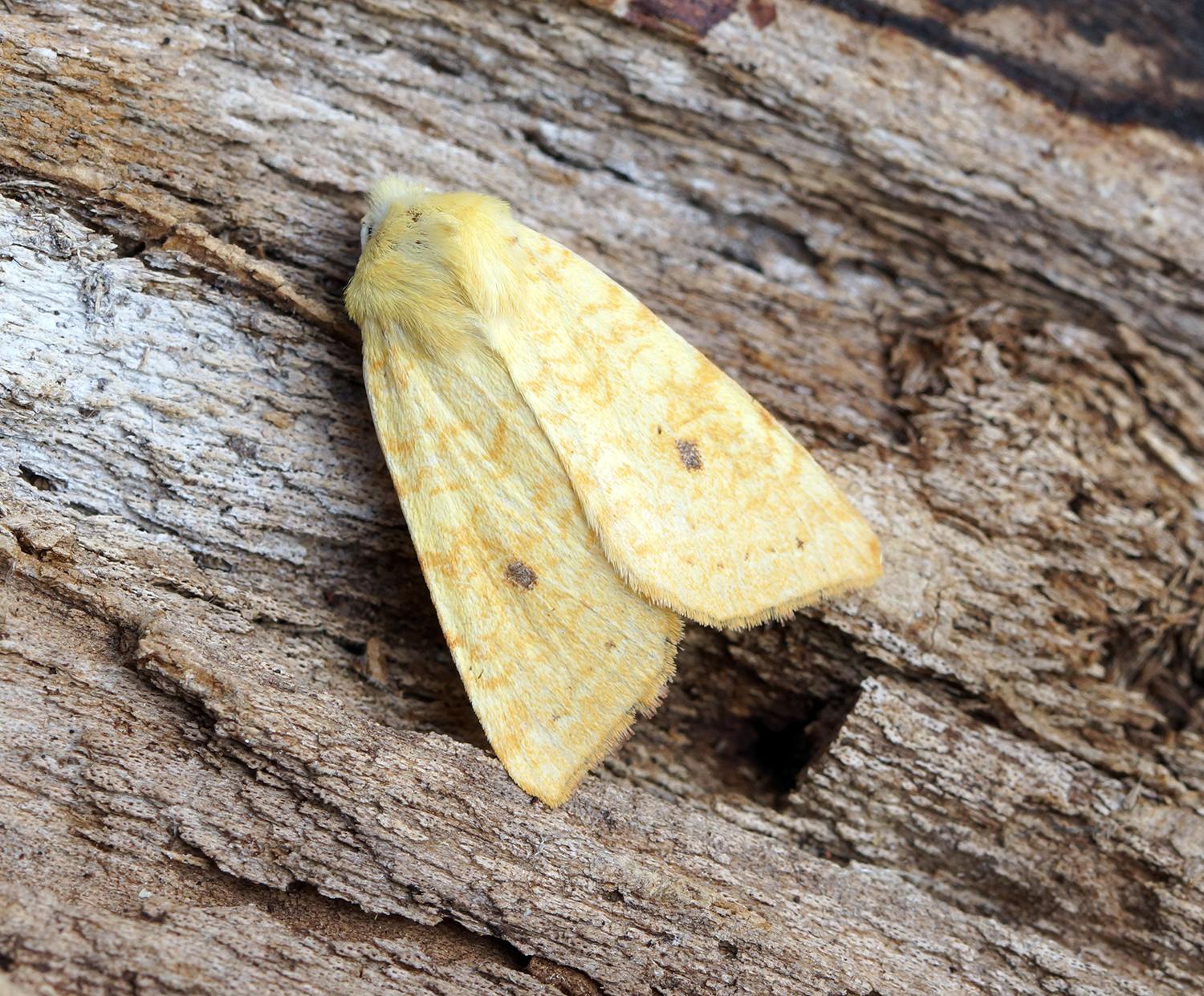
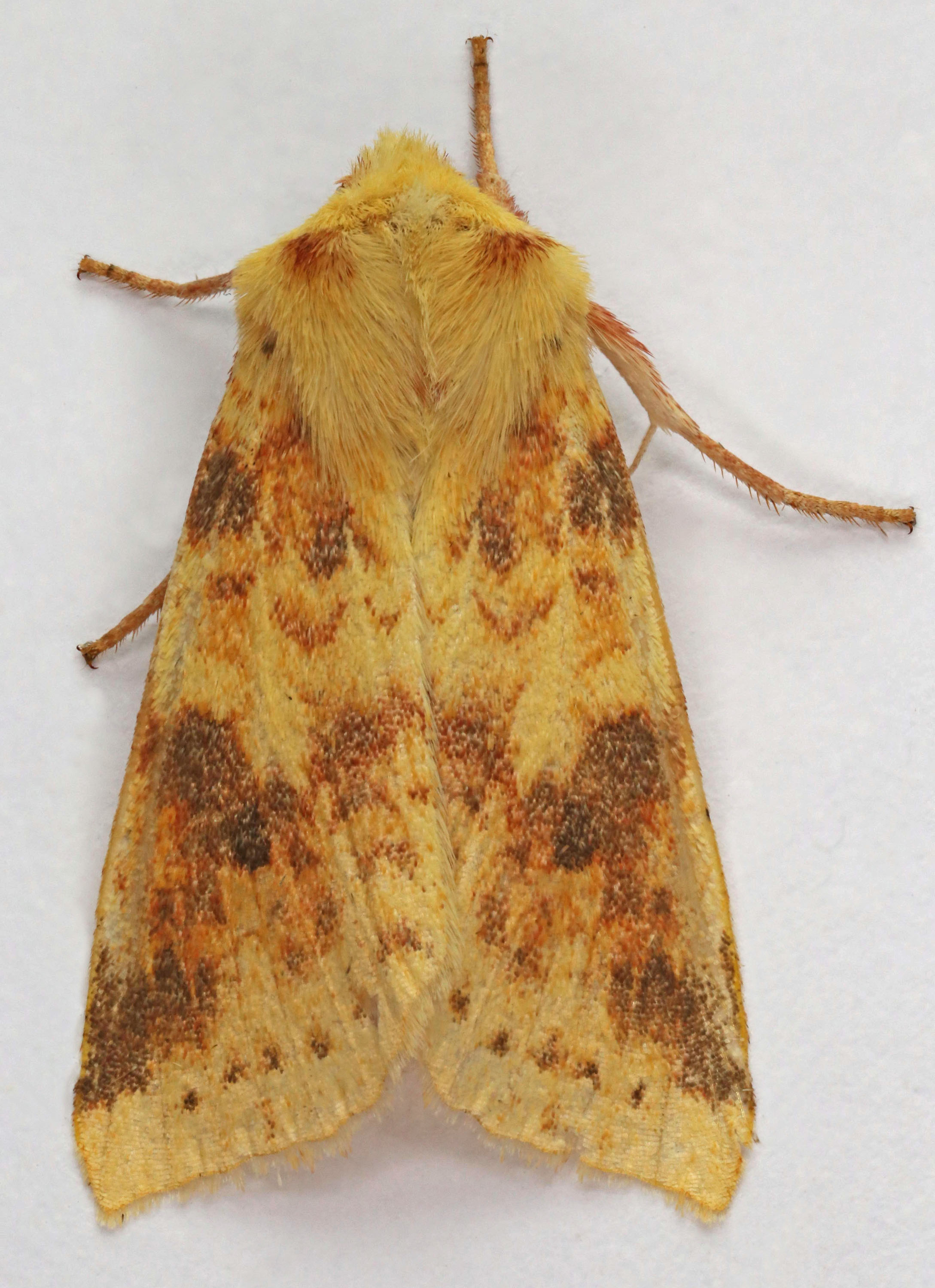
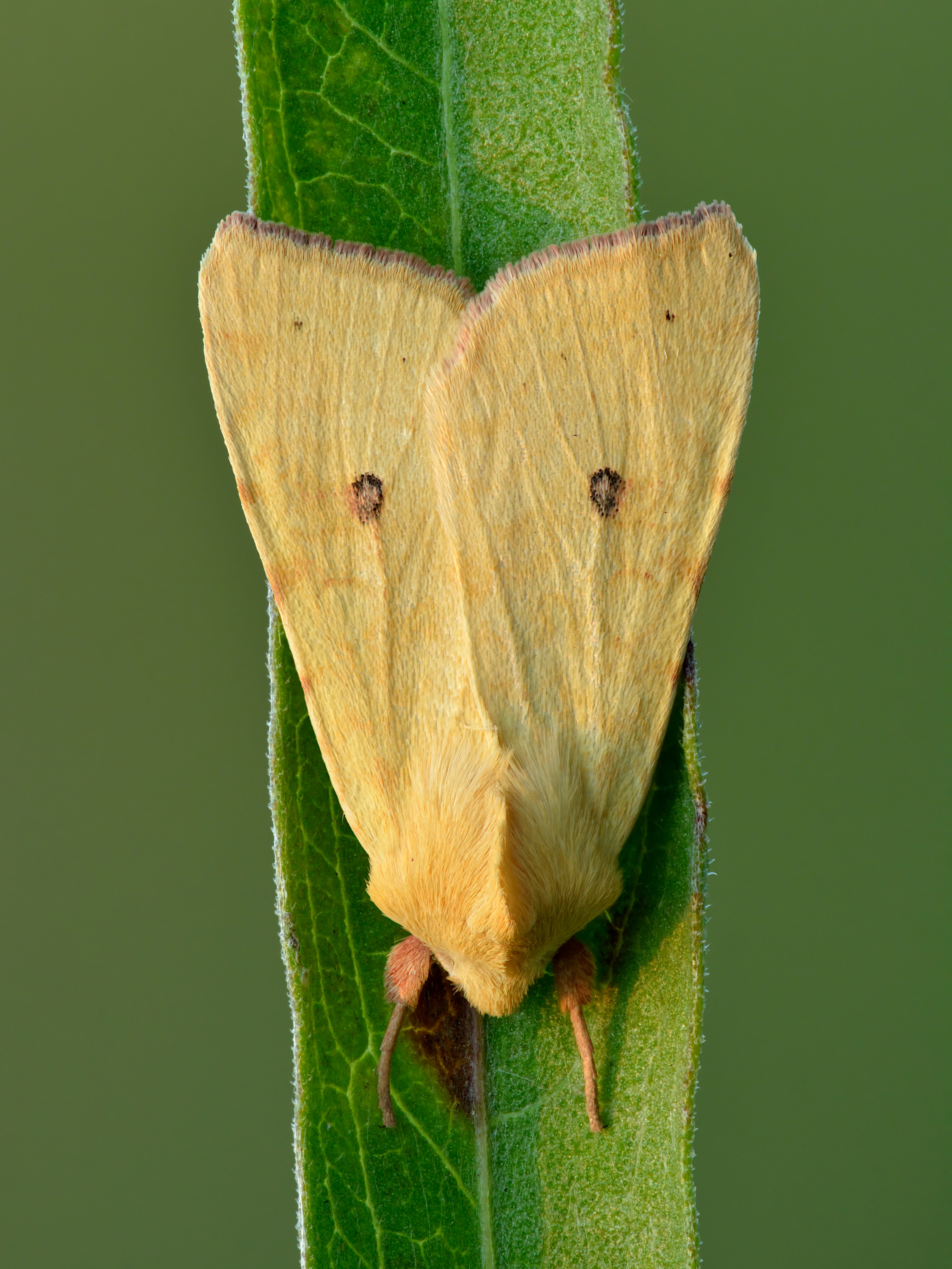
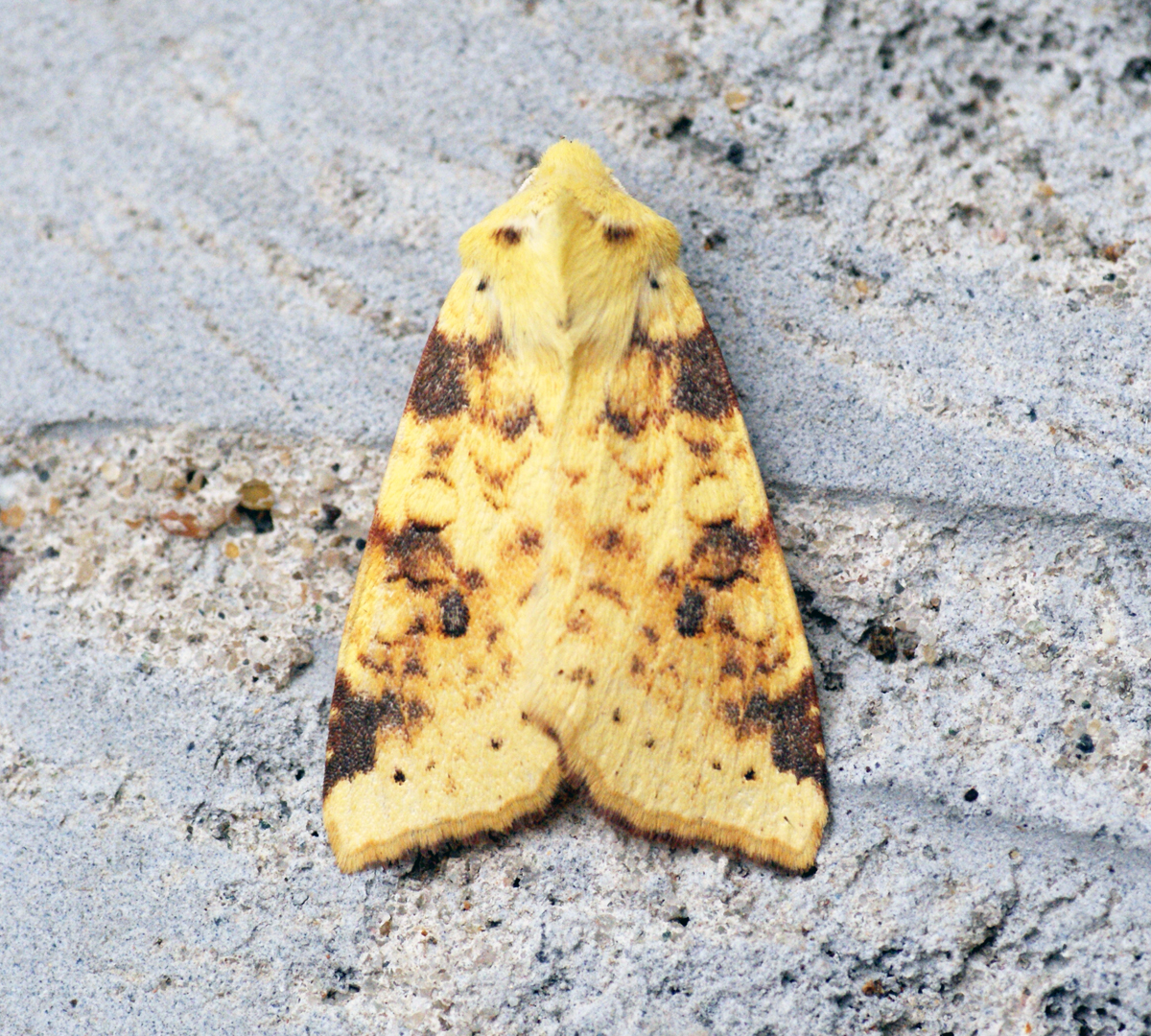
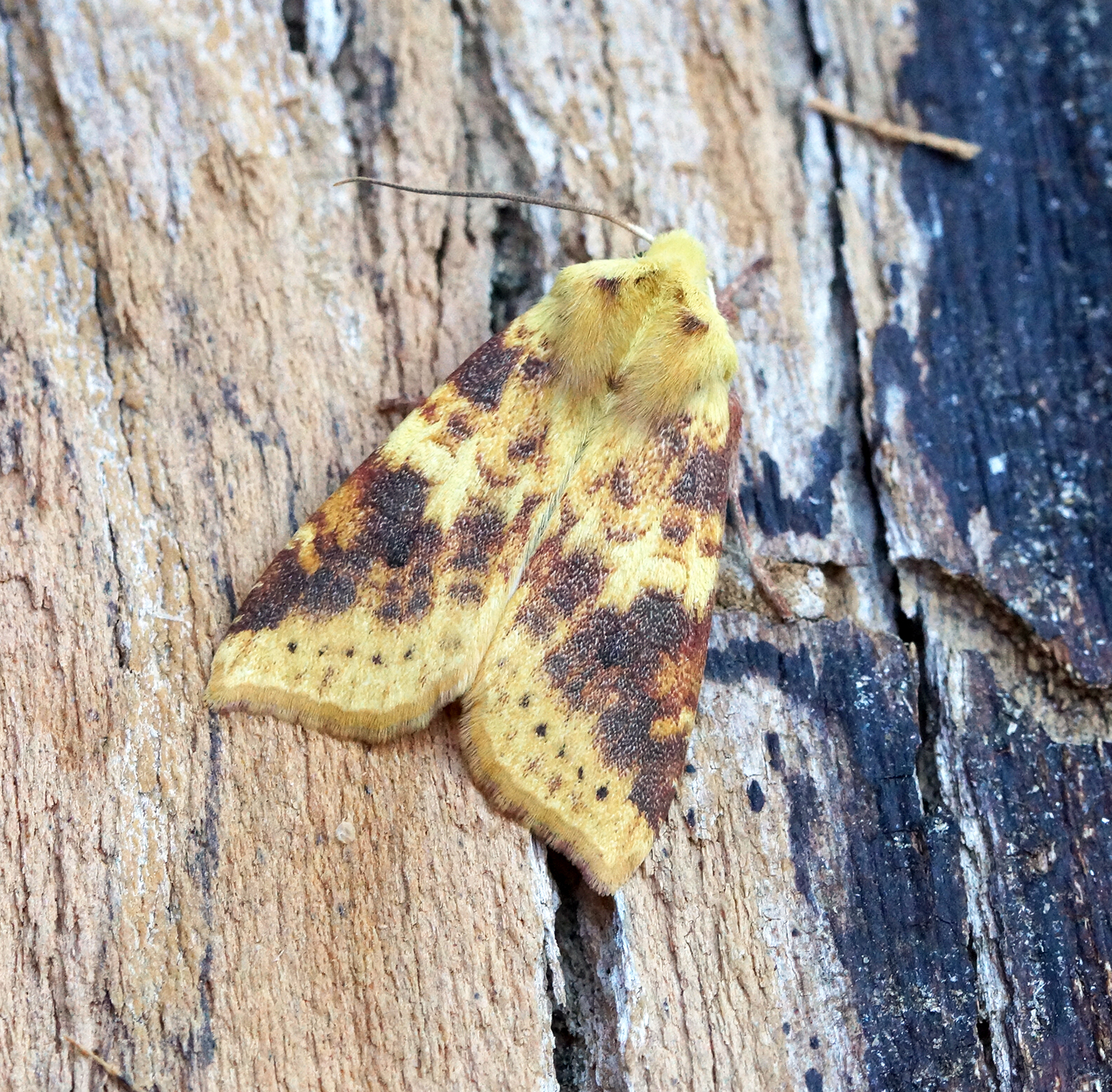